# 風輪花
針墊花属（Leucospermum），又名風輪花属，是山龍眼科下的屬，包含了五十餘種開花植物，含針墊花（又名風輪花、針墊山龍眼）。原發現於津巴布韦與南非，棲地包含灌木、森林與坡地等。
針墊花屬植物属於常綠灌木（少數為矮樹），一般高度在半米到五米之間。
葉為輪生，多為針狀或矛尖狀，2 - 12 公分長、0.5 - 3 公分寬，邊緣或僅於葉尖成鋸齒狀，質地堅韌如皮革。
密集的花序十分顯眼，其名即由此而來。
在演化上，本屬與原生於澳洲的班克斯花關係十分密切。
適合大型插花和綠化用苗。